# 평화 5원칙
평화 5원칙(平和五原則, Five Principles of Peaceful Coexistence, 중국어: 和平共处五项原则)은 1954년 6월 저우언라이－자와할랄 네루간의 회담결과 채택된 공동성명에서 양국의 우호적인 국가관계 기조로서 확인된 5개항의 원칙이다.
원래는 1954년 4월 인도와 중국 사이에 체결된 ‘티베트·인도 사이의 통상 및 교통에 관한 협정’의 전문(前文)에서 표방된 것이었으나 6월 저우언라이·네루의 공동 성명에서 다섯 원칙을 재확인했다. 이 평화 5원칙은 1955년의 반둥 회의 결의사항의 골자로 되었으며, 중국은 자국 외교정책의 기본방침으로 선전하고 있다.

## 원칙
원칙의 내용은 아래와 같다.
1. 영토·주권의 상호존중
2. 상호불가침
3. 내정불간섭
4. 평등과 호혜의 원칙
5. 평화적 공존

티베트 문제의 협상과정에서 도출된 이 원칙은 외견상 냉전체제와 식민주의 종식 및 그로 인한 분쟁의 해소라는 새로운 국제관계 원칙의 도출이나 중국의 독자영역 구축기도가 내재되어 있었다. 주로 미국·서구권을 겨냥한 이 원칙은 평화 10원칙의 기초가 되었다.

## 같이 보기
- 반둥 회의